# A Lesson in Palmistry
A Lesson in Palmistry è un cortometraggio muto del 1909. Il nome del regista non viene riportato nei credit del film.

## Trama
Due innamorati bisticciano per una stupidaggine e non sanno come riconciliarsi. Risolvono tutto quando entrambi si rivolgono alla stessa chiromante che in realtà è un amico travestito che vuole mettere pace tra loro.

## Produzione
Il film fu prodotto dalla Lubin Manufacturing Company.

## Distribuzione
Distribuito dalla Lubin Manufacturing Company, il film - un cortometraggio della lunghezza di 123,5 metri - uscì nelle sale cinematografiche statunitensi il 1º novembre 1909. Nelle proiezioni, veniva programmato con il sistema dello split reel, accorpato in un'unica bobina con un altro cortometraggio prodotto dalla Lubin, il drammatico Brave Women of '76.